# 芜湖长江二桥

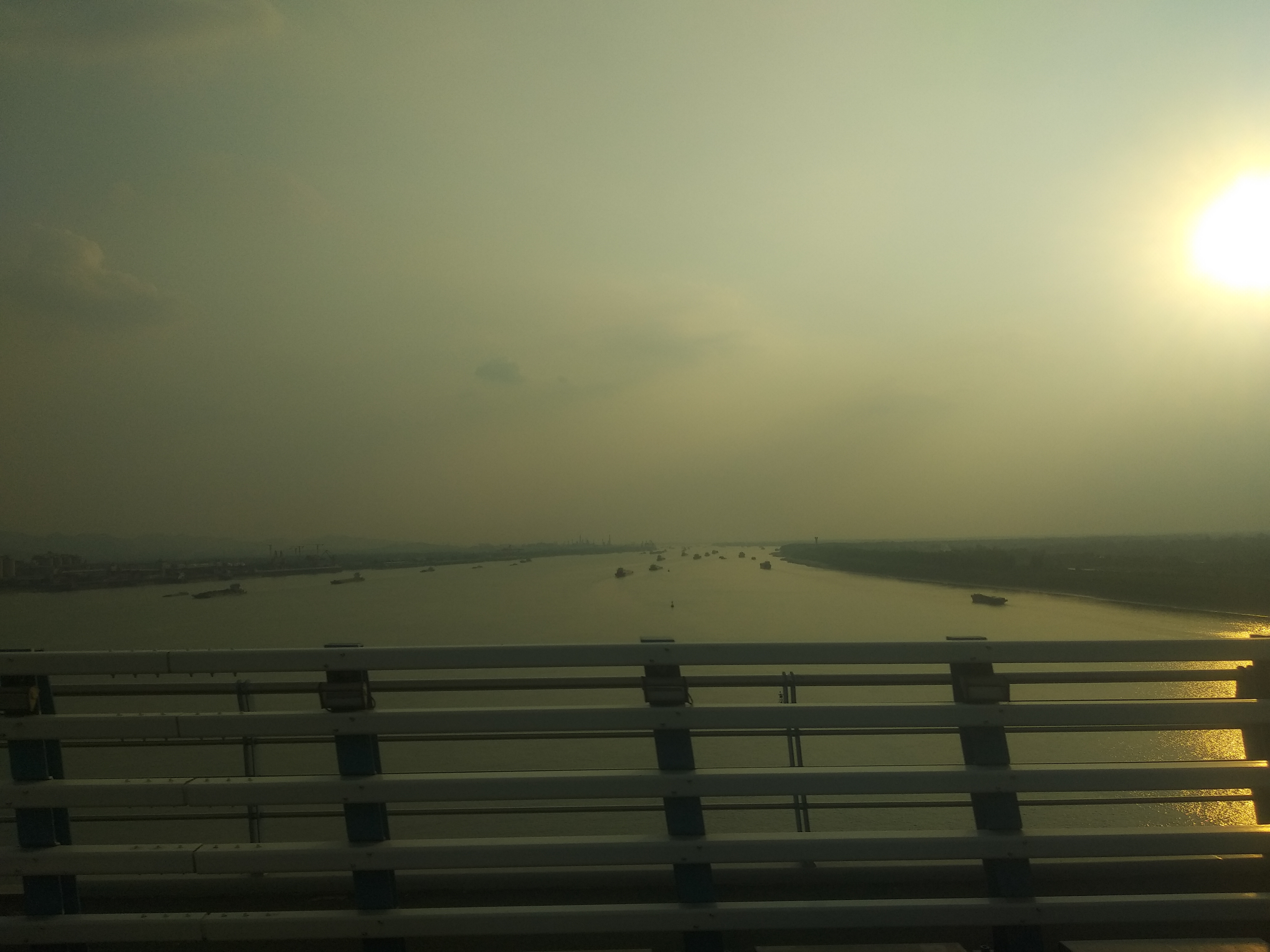
从芜湖长江二桥上眺望的景色

芜湖长江二桥，又称“芜湖长江公路二桥”，是位于中国安徽省芜湖市的一座公路斜拉桥，是  巢黄高速跨越长江的控制性工程，连接北岸的无为县和南岸的三山区、繁昌县，距离上游的铜陵长江公铁大桥24公里，距离下游拟建的弋矶山长江大桥29公里，距离下游的芜湖长江大桥32.5公里。大桥全长13.982公里，主桥为双塔四索面分离式钢箱梁斜拉桥，全长1,622米，主跨806米，索塔高262.48米。项目总投资约94.46亿元人民币，建设单位为安徽省交通投资集团，设计单位为安徽省交通规划设计院。大桥于2013年6月28日正式开工建设，总工期4年，于2017年12月30日正式建成通车。

## 线路走向
项目路线起点位于无为县石涧镇，接规划中的北沿江高速公路巢湖至无为段，经仓头镇、陡沟镇、临江坝、小江坝，在矶头山处跨越长江，再经泥埠桥、豹子山，在梅山跨宁铜铁路及建设中的宁安城际铁路，终点位于繁昌县峨山镇毛栗山，与  沪渝高速相接，路线全长约55.512公里。

## 设计
大桥项目全线共设桥梁13座，其中长江大桥1座，其它特大桥5座、大桥2座、中桥5座，隧道1处，互通立交5处（石涧、无为东、三山、繁昌北、繁昌东）。其中北岸接线长20.762公里，南岸接线长20.768公里，桥梁部分全长13.982公里，包括主桥1.622公里，引桥12.36公里；全线采用高速公路标准建设，设计速度约100公里/小时；无为东互通立交至三山互通立交之间采用双向六车道，路基宽33.5米，其余路段采用双向四车道，路基宽26米。
主桥为双塔四索面分离式钢箱梁斜拉桥，跨径布置为：100+308+806+308+100米，全长1,622米，主跨806米，通航净空高度为32米，索塔高262.48米，南北主墩分别由30根直径3-3.4米的超深超大变径钻孔灌注桩组成，桩长78-83米。

### 获得荣誉
- 2014年11月6日，获得纵览基础设施年度大会（YII）颁发的“BE创新奖”。
- 2018年6月13日，获得第35届国际桥梁大会（IBC）颁发的“乔治·理查德森奖”[8]。
- 2021年9月14日，获得国际咨询工程师联合会（FIDIC）颁发的2021年度工程项目“优秀奖”[9]。
- 2022年，获得国际道路联合会（International Road Federation）颁发的“全球道路成就奖”（GRAA）设计专项奖[10]。

## 历史
2004年，安徽省发改委和安徽省交通运输厅制订了《安徽省过江通道规划方案》，提出芜湖长江二桥项目。同年，项目被纳入“国家过江通道规划”，功能定位以路网为主兼有城市道路功能。
2005年，安徽省交通运输厅编制了“四纵八横”高速公路网规划，其中芜湖长江公路二桥作为路网“纵二”的一部分，被正式提上议事日程。
2011年2月22日，国家发改委正式批复芜湖长江公路二桥项目立项。2012年8月9日，工程环境影响评价报告书获安徽省环境保护厅批复；8月22日，项目通航安全影响获交通运输部批复；8月23日，大桥防洪评价报告获得水利部长江水利委员会批复。
2013年3月6日，铁道部批准同意芜湖长江公路二桥连接线工程跨越宁安城际铁路设计方案；3月17日，国家发改委批复项目可行性立项报告；5月30日，交通运输部批复项目初步设计；6月28日，芜湖长江公路二桥打下工程第一根桩，正式开工建设；7月22日，项目控制性用地获国土资源部批复；10月28日，主桥正式进入施工阶段；12月14日，主墩首根桩－南主墩3号桩开钻，工程基础水下施工正式开始。
2014年5月19日，大桥南北主墩钻孔灌注桩全部完成，标志着主桥墩桩基础工程完工；6月29日，北主墩承台钢吊箱围堰吊装成功，北主墩转入水下承台和塔柱施工阶段。
2015年12月22日，芜湖长江二桥已完成投资48.2亿元，占总投资的53.4%，施工进度完成过半。
2016年11月12日，主桥首片钢箱梁顺利架设成功，该箱梁长18米、宽16米、高3.5米，重约130吨，架设在主桥北主塔的起点位置，梁体为海灰色，采用扁平流线型分离式双箱断面，底板为弧形设计，能有效降低风力对桥体的影响；11月19日，南主塔完成封顶；12月24日，北主塔完成封顶。